# ワディム・コビラス
ワディム・コビラス（Vadim Cobîlaș、1983年7月30日 - ）は、トップ14ユニオン・ボルドー・ベグルに所属するラグビー選手。

## プロフィール
- モルドバ・ソロカ出身[1]。
- ポジションはプロップ(PR)。
- 身長 183cm、体重 120kg
- モルドバ代表キャップは20(2021年9月現在）[2]。

## 略歴
モニノ、セール・シャークスを経て、2016年、ボルドーに加入。